# 迷器
迷器（英語：labyrinth organ）是攀鱸亞目魚類的一種特殊器官，由鰓葉進化而成，上面的褶皺佈滿擴張血管，可以直接攝取空氣中的氧氣，不必透過水作媒介。因此攀鱸亞目魚類有能力可短時間離開水而生存。